# Jiří Jesenský
Jiří Jesenský (Praga, 27 settembre 1905 – Mauthausen, 24 ottobre 1942) è stato uno schermidore cecoslovacco, vincitore di una medaglia di bronzo ai campionati mondiali di scherma.